# Линия 3 (Парижское метро)
Линия 3 Парижского метрополитена (фр. Ligne 3) открыта в 1904 году. Сейчас она соединяет коммуны Леваллуа-Перре и Баньоле. Её длина — 11,66 км. На схемах обозначается оливковым цветом и числом 3.

## История

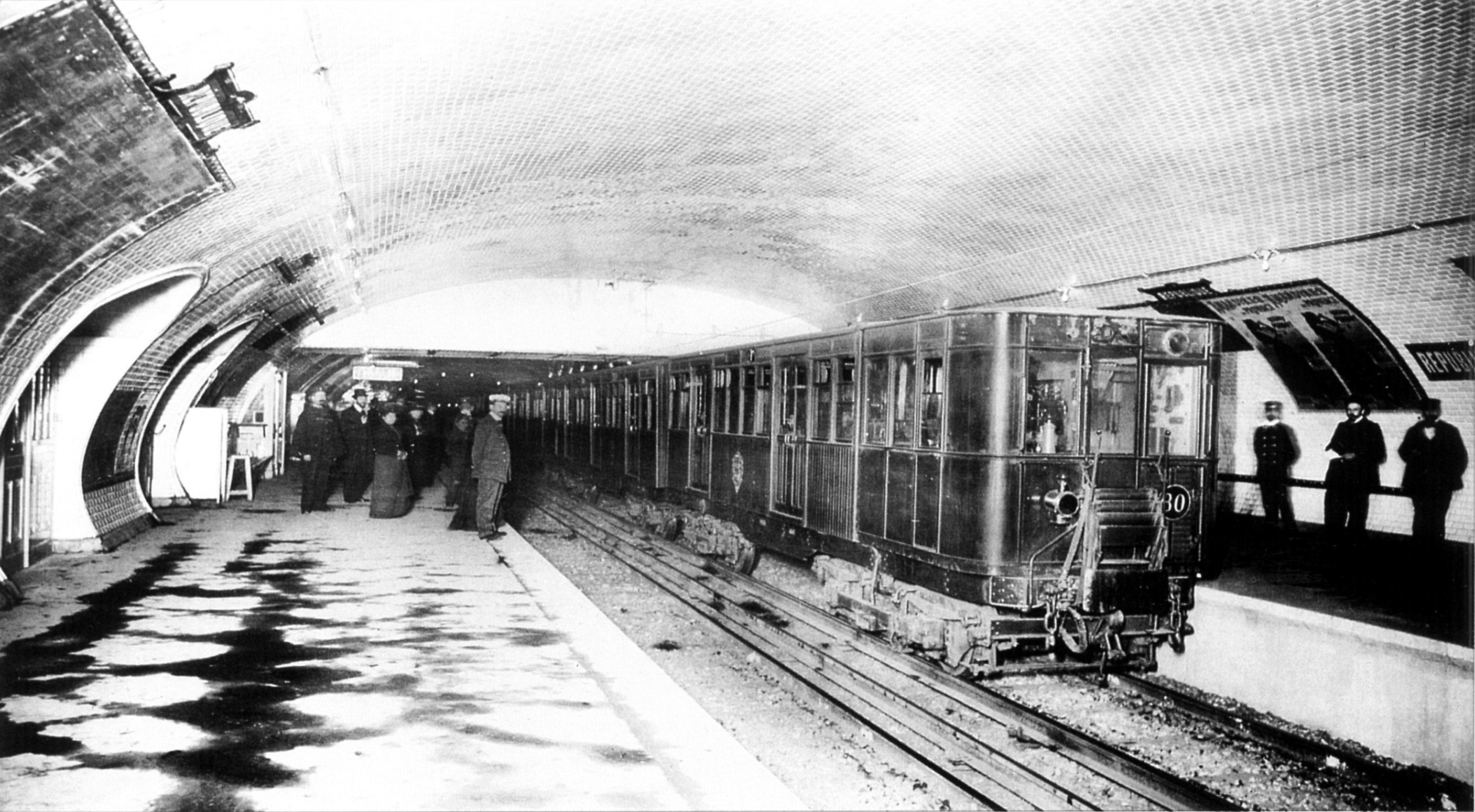
Поезд на станции Репюблик в 1904 году

## Хронология открытия участков
- 19 октября 1904: «Вилье» — «Пер-Лашез».
- 25 января 1905: Линия была продлена на восток от станции «Пер-Лашез» до станции «Гамбетта».
- 23 мая 1910: Линия была продлена на запад от станции «Вилье» до станции «Перер».
- 15 февраля 1911: Линия была продлена на запад от станции «Перер» до станции «Порт-де-Шанперре».
- 27 ноября 1921: Линия была продлена на северо-восток от станции «Гамбетта» до станции «Порт-де-Лила».
- 24 сентября 1937: Линия была продлена на запад от станции «Порт-де-Шанперре» до станции «Пон-де-Левалюа — Бекон».
- 23 августа 1969: открыт новый зал станции «Гамбетта».
- 23 марта 1971: участок Гамбетта — Порт-де-Лила вычленен в самостоятельную линию 3bis.
- 2 апреля 1971: Линия была продлена на восток от станции «Гамбетта» до станции «Гальени».

## Карта и станции

Схема 3-й линии с указанием пересадок на другие линии метро и RER

| Русское название       | Французское название      | Пересадки                                                           | Дата открытия    | Примечания                                                                                                 |
| ---------------------- | ------------------------- | ------------------------------------------------------------------- | ---------------- | --- |
| Пон-де-Левалюа — Бекон | Pont de Levallois — Bécon |                                                                     | 24 сентября 1937 | |
| Анатоль Франс          | Anatole France            |                                                                     | 24 сентября 1937 | В честь Анатоля Франса                                                                                     |
| Луиз Мишель            | Louise Michel             |                                                                     | 24 сентября 1937 | В честь Луизы Мишель. До 1946 года называлась «Валье» (Vallier)                                            |
| Порт-де-Шанперре       | Porte de Champerret       |                                                                     | 15 февраля 1911  | |
| Перер                  | Pereire                   | RER C                                                               | 23 мая 1910      | В честь финансистов братьев Перер                                                                          |
| Ваграм                 | Wagram                    |                                                                     | 23 мая 1910      | В честь Ваграмской битвы                                                                                   |
| Мальзерб               | Malesherbes               |                                                                     | 23 мая 1910      | В честь Гийома-Кретьена де Ламуаньона де Мальзерба                                                         |
| Вилье                  | Villiers                  | Линия 2                                                             | 19 октября 1904  | |
| Эроп                   | Europe                    |                                                                     | 19 октября 1904  | В честь Европы                                                                                             |
| Сен-Лазар              | Saint-Lazare              | Линии 9, 12, 13 и 14 RER E Transilien Saint-Lazare Вокзал Сен-Лазар | 19 октября 1904  | |
| Гавр — Комартен        | Havre — Caumartin         | Линия 9 RER A                                                       | 19 октября 1904  | В честь президента гильдии купцов Антуана-Луи Лефевра де Комартена и по городу Гавр                        |
| Опера                  | Opéra                     | Линии 7 и 8 RER A                                                   | 19 октября 1904  | Около оперы Гарнье                                                                                         |
| Катр-Септамбр          | Quatre-Septembre          |                                                                     | 19 октября 1904  | 4 сентября 1870 года была провозглашена Третья Республика                                                  |
| Бурс                   | Bourse                    |                                                                     | 19 октября 1904  | Около Парижской фондовой биржи                                                                             |
| Сантье                 | Sentier                   |                                                                     | 20 ноября 1904   | |
| Реомюр — Севастополь   | Réaumur — Sébastopol      | Линия 4                                                             | 19 октября 1904  | В честь Рене Антуана Реомюра и осады Севастополя                                                           |
| Ар-э-Метье             | Arts et Métiers           | Линия 11                                                            | 19 октября 1904  | По Музею искусств и ремёсел                                                                                |
| Тампль                 | Temple                    |                                                                     | 19 октября 1904  | На месте замка Тампль                                                                                      |
| Репюблик               | République                | Линии 5, 8, 9 и 11                                                  | 19 октября 1904  | На площади Республики                                                                                      |
| Пармантье              | Parmentier                |                                                                     | 19 октября 1904  | В честь Антуана-Огюста Пармантье                                                                           |
| Рю Сен-Мор             | Rue Saint-Maur            |                                                                     | 19 октября 1904  | |
| Пер-Лашез              | Père Lachaise             | Линия 2                                                             | 19 октября 1904  | у кладбища Пер-Лашез                                                                                       |
| Гамбетта               | Gambetta                  | Line Линия 3bis                                                     | 23 августа 1969  | В честь Леона Гамбетты. В состав зала в качестве служебных помещений включена бывшая станция "Мартен-Надо" |
| Порт-де-Баньоле        | Porte de Bagnolet         |                                                                     | 2 апреля 1971    | |
| Гальени                | Gallieni                  |                                                                     | 2 апреля 1971    | В честь Жозефа Гальени                                                                                     |

### Переименования
- 15 октября 1907: «Рю Сен-Дени» → «Реомюр — Севастополь».
- 1926: «Комартен» → «Гавр — Комартен».
- 1 мая 1946: «Валье» → «Луиз Мишель».
- 1 сентября 1998: «Сен-Мор» → «Рю Сен-Мор».